# Tourbes

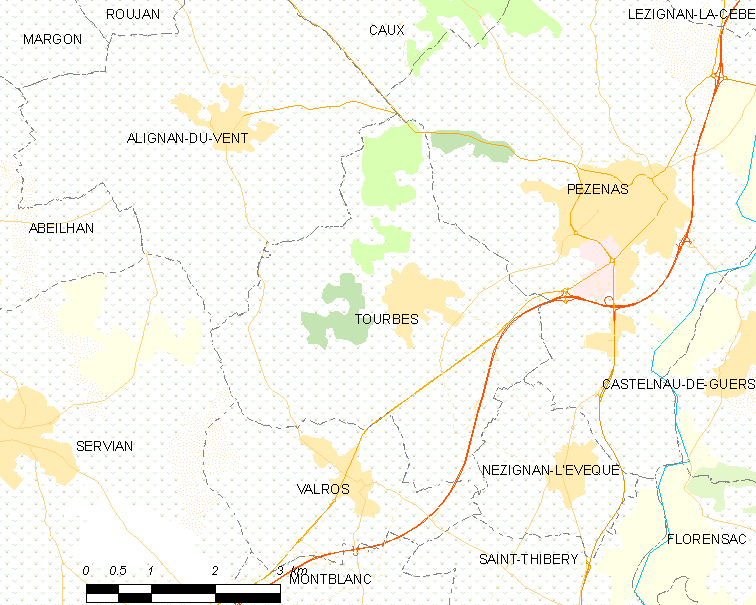
Mapa

 Tourbes  es una población y comuna francesa, situada en la región de Occitania, departamento de Hérault, en el distrito de Béziers y cantón de Pézenas.

## Demografía
| 766 | 767 | 740 | 833 | 1022 | 1276 | 1545 |
| Para los censos de 1962 a 1999 la población legal corresponde a la población sin duplicidades (Fuente: INSEE [Consultar]) |     |     |     |      |      |      |